# 2037
Het jaar 2037 is een jaartal in de 21e eeuw volgens de christelijke jaartelling.

## Gebeurtenissen
- In Australië en Nieuw-Zeeland vindt de totale zonsverduistering van 13 juli 2037 plaats.[1]

## Fictie
- In de film The Time Machine (2002) reist Alexander naar het New York van 2037. Het blijkt dat de mens geprobeerd heeft de maan geschikt te maken voor kolonisatie, maar hierbij hebben ze de baan van de maan uit balans gebracht waardoor de maan nu uiteen valt en grote stukken puin op de aarde inslaan.

- In de Disney-animatiefilm Meet the Robinsons (2007) neemt Lewis Wilbur mee naar het jaar 2037 om te bewijzen dat hij echt uit de toekomst komt.